# Gennadi Kapoustin
Gennadi Kaspoutin (russe : Геннадий Сергеевич Капустин), né le 22 novembre 1958, à Saint-Pétersbourg, en République socialiste fédérative soviétique de Russie et décédé le 31 août 2011, est un ancien joueur de basket-ball soviétique. Il évolue au poste de meneur.

## Palmarès
- Champion d'Europe 1981
- Finaliste de l'Universiade d'été de 1981